# Francesco Mastrogiovanni
Francesco Mastrogiovanni (10 ottobre 1951 – Vallo della Lucania, 4 agosto 2009) è stato un anarchico italiano.
Maestro elementare di professione. 
Nel 1972 fu tra gli imputati nel processo per la morte del missino Carlo Falvella, ma è noto soprattutto per la sua stessa morte avvenuta a seguito di una reclusione forzata, motivata da un TSO, durata 87 ore presso il servizio psichiatrico di diagnosi e cura dell'ospedale "San Luca" di Vallo della Lucania. Durante ben 83 ore rimase in stato di contenzione fisica (legato mani e piedi ad un letto) e privato di cibo ed acqua.

## Il caso Falvella
Il 7 luglio 1972 Mastrogiovanni si trovò coinvolto negli eventi che portarono all'uccisione a Salerno del giovane Carlo Falvella, vicepresidente del FUAN, un'organizzazione giovanile del MSI, nel corso di uno scontro tra fascisti del MSI ed attivisti anarchici. "Quando non vidi al mio fianco Mastrogiovanni mi accorsi che era aggredito, che stava per terra sanguinante e corsi in suo aiuto (...) e cercando di proteggerlo e di proteggermi, mi difendevo indietreggiando, colpendo di striscio" dichiarò l'anarchico Giovanni Marini poi condannato per omicidio preterintenzionale.
Per l'accaduto Mastrogiovanni, inizialmente ritenuto corresponsabile dell'omicidio passò qualche mese in carcere con l'accusa di rissa, prima di essere scagionato completamente nel 1975. Questo drammatico evento può essere inserito all'interno di un contesto più ampio che vedeva il gruppo di giovani anarchici coinvolti nello scontro, indagare su un incidente stradale avvenuto la notte a cavallo tra il 26 e il 27 settembre 1970, nel quale persero la vita altri cinque militanti anarchici (Anarchici della Baracca), i quali stavano a loro volta cercando di fare chiarezza intorno ai fatti relativi alla rivolta di Reggio Calabria e alla strage di Gioia Tauro.. La vicenda diede luogo ad una campagna della Sinistra extraparlamentare a favore degli anarchici accusati

## Il TSO e la tragica morte
Negli anni successivi Mastrogiovanni ebbe altre occasioni di scontrarsi con l'ordine costituito. Nel 1999, fermato con l'accusa di resistenza aggravata dopo una multa, denunciò gli agenti per arresto illegale, lesioni personali, abuso di autorità e calunnia e venne assolto e risarcito per ingiusta detenzione dal tribunale. Nel 2002 e 2005 subì due TSO. 
Gli eventi che portarono alla morte il “maestro più alto del mondo” (come veniva chiamato dai suoi allievi) presero avvio il 31 luglio 2009. Quella sera Mastrogiovanni venne segnalato alla guida di un'auto lanciata a forte velocità nell'isola pedonale di Acciaroli. Sfuggito ai vigili urbani, venne individuato il giorno successivo e inseguito da vigili e carabinieri fino a San Mauro Cilento. Qui, abbandonata l'auto, si gettò in mare gridando “non mi prenderete” e intonando canti politici come Addio Lugano bella. Dopo oltre due ore accettò di uscire e si consegnò alle forze dell'ordine. Le autorità disposero un nuovo TSO e venne inviato presso il servizio psichiatrico di diagnosi e cura dell'ospedale "San Luca" di Vallo della Lucania dove rimase per 87 ore, 83 delle quali passate in stato di contenzione fisica (legato mani e piedi ad un letto) e privato di cibo ed acqua, trovando la morte. La vicenda ha dato luogo a un lungo iter giudiziario.
In primo grado i sanitari implicati vennero condannati per omicidio colposo (modificato in appello in "morte in conseguenza di altro delitto"), sequestro di persona e falso ideologico, Nel 2018 la Corte di cassazione ha confermato le condanne a sei medici e undici infermieri per sequestro di persona. I medici furono condannati anche per falso ideologico. Non si arrivò a sentenza invece per il reato di morte come conseguenza di altro delitto, oramai prescritto.

## Influenza culturale
- Nel 2014 la compagnia Sudanzare diretta da Tullia Conte dedica alla memoria di Mastrogiovanni lo spettacolo teatrale Santarantella[11]
- Nel 2014 il cantautore Pierpaolo Capovilla ha dedicato il brano Ottantadue ore (contenuto nell'album Obtorto collo) alla morte dell'anarchico[12]

- Nel 2015 dalla sua vicenda è stato tratto un film dal titolo 87 ore - Gli ultimi giorni di Francesco Mastrogiovanni con la sceneggiatura e la regia di Costanza Quatriglio.[13][14]

- Il gruppo musicale 99 Posse ha composto una canzone intitolata anch'essa 87 ore ed inserita all'interno del documentario come sigla finale dello stesso.[15]

- Nel 2017 i Radicali italiani hanno presentato una proposta di legge di iniziativa popolare di riforma della Legge Basaglia, intitolata a Mastrogiovanni per riformare l'istituto del TSO[16]

- Nel 2018 Alessio Lega ha pubblicato la canzone in sei parti Mastrogiovanni inserendola nella ristampa del disco E ti chiamaron matta[17]

- Nel 2019 gli è stato dedicato lo spettacolo teatrale Il maestro più alto del mondo: morte di un matto, testo e regia di Mirko De Martino[18]
- Nel 2024 Radio 24 ha pubblicato il podcast di inchiesta Come una marea. Il caso Franco Mastrogiovanni, scritto e narrato dalla giornalista e podcaster Francesca Zanni[19].